# .303 Magnum
El .303 Magnum es un cartucho obsoleto de calibre medio para rifle fue desarrollado por la compañía W.J Jeffery & Co. en 1919

## Descripción general
El .303 Magnum era un cartucho de rifle de fuego central con cuello de botella que se producía en versiones con y sin montura. El cartucho disparó un proyectil de 174 granos (11,3 g) a 2850 pies por segundo (870 m/s). La capacidad de la caja del cartucho era la misma que la del .30-06 Springfield, aunque se consideró que el rendimiento favorecía al .303 Magnum.
El .303 Magnum fue desarrollado por WJ Jeffery & Co reduciendo el .276 Enfield experimental a .312 pulgadas (7,9 mm), se introdujo en 1919 para tiro al blanco y fue utilizado durante algún tiempo por el Comité Británico de Rifles de Competición. El cartucho tuvo una vida breve, solo apareció en el catálogo de Kynoch hasta 1930 y parece haber quedado obsoleto en 1932.